# 石塚 (市原市)
石塚（いしづか）は、千葉県市原市の加茂地区にある大字。郵便番号は290-0507。

## 概要
市原市南部に位置する。

## 地理
北は菅原、東は柳川、東から南は大久保、西は君津市と接している。

## 歴史

### 沿革
- 1967年（昭和42年）10月1日 - 市原市の一部に[5]。
- 2002年（平成14年）3月22日 - 当地域の通学先であった君津市立福野小学校が閉校したため、市原市立白鳥小学校までの通学バスの運行が始まる[5]。

## 世帯数と人口
2022年（令和4年）4月1日現在の世帯数と人口は以下の通りである。
| 町丁字 | 世帯数 | 人口 |
| ------ | ------ | ---- |
| 本郷   | 21世帯 | 39人 |

## 通学区域
市立小学校・市立中学校及び県立高等学校の通学区域は以下の通りである。
| 町丁字 | 区域 | 小学校             | 中学校             | 高等学校 |
| ------ | ---- | ------------------ | ------------------ | -------- |
| 石塚   | 全域 | 市原市立加茂小学校 | 市原市立加茂中学校 | 第9学区  |